# Okręt (Skały Rożnowskie)

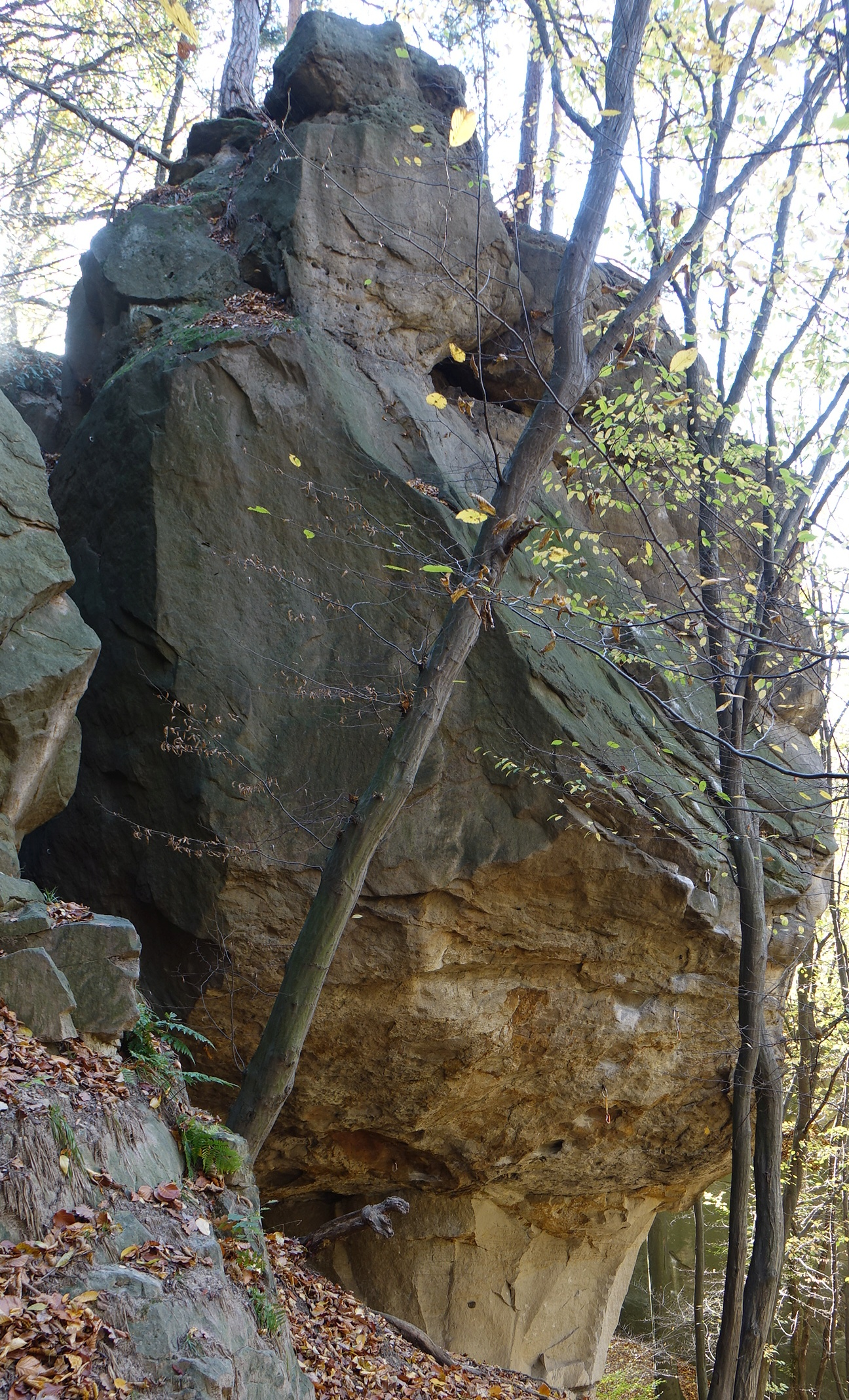

Okręt – skała we wsi Rożnów w województwie małopolskim, w powiecie nowosądeckim, w gminie Gródek nad Dunajcem. Znajduje się nad wschodnim brzegiem Jeziora Rożnowskiego, pod względem geograficznym na Pogórzu Rożnowskim będącym częścią Pogórza Środkowobeskidzkiego. Do skały dochodzi się wąską drogą, początkowo szutrową, potem wykonaną z płyt betonowych, odbiegającą od drogi z Rożnowa do Gródka nad Dunajcem. Droga ta zaczyna się w odległości około 700 m od cmentarza w Rożnowie w kierunku Gródka nad Dunajcem.
Okręt jest najdalej na północ wysuniętą skałą w grupie wspinaczkowych Skał Rożnowskich. Ma szerokość 14 m i są w niej okapy, komin, zacięcia i rysy. Zbudowana jest z piaskowca istebniańskiego. Są to gruboławicowe i gruboziarniste piaskowce przedzielone cienkimi warstwami piaszczystych mułowców zmieszanych ze zwęglonymi resztkami roślinnymi.

## Drogi wspinaczkowe
Skała jest obiektem wspinaczki skalnej, ale znajduje się na terenie prywatnym i wspinaczka dozwolona jest przy zachowaniu zasad ustalonych z właścicielem terenu. Jest na niej 10 dróg wspinaczkowych o trudności od IV do VI.5+ w skali polskiej oraz 2 projekty. Na kilku z nich zamontowano stałe punkty asekuracyjne: ringi (r) i stanowisko zjazdowe (st), na pozostałych wspinaczka na wędkę (w).

1. Lewa zachodnia; IV, w, wyraźną rysą po lewej

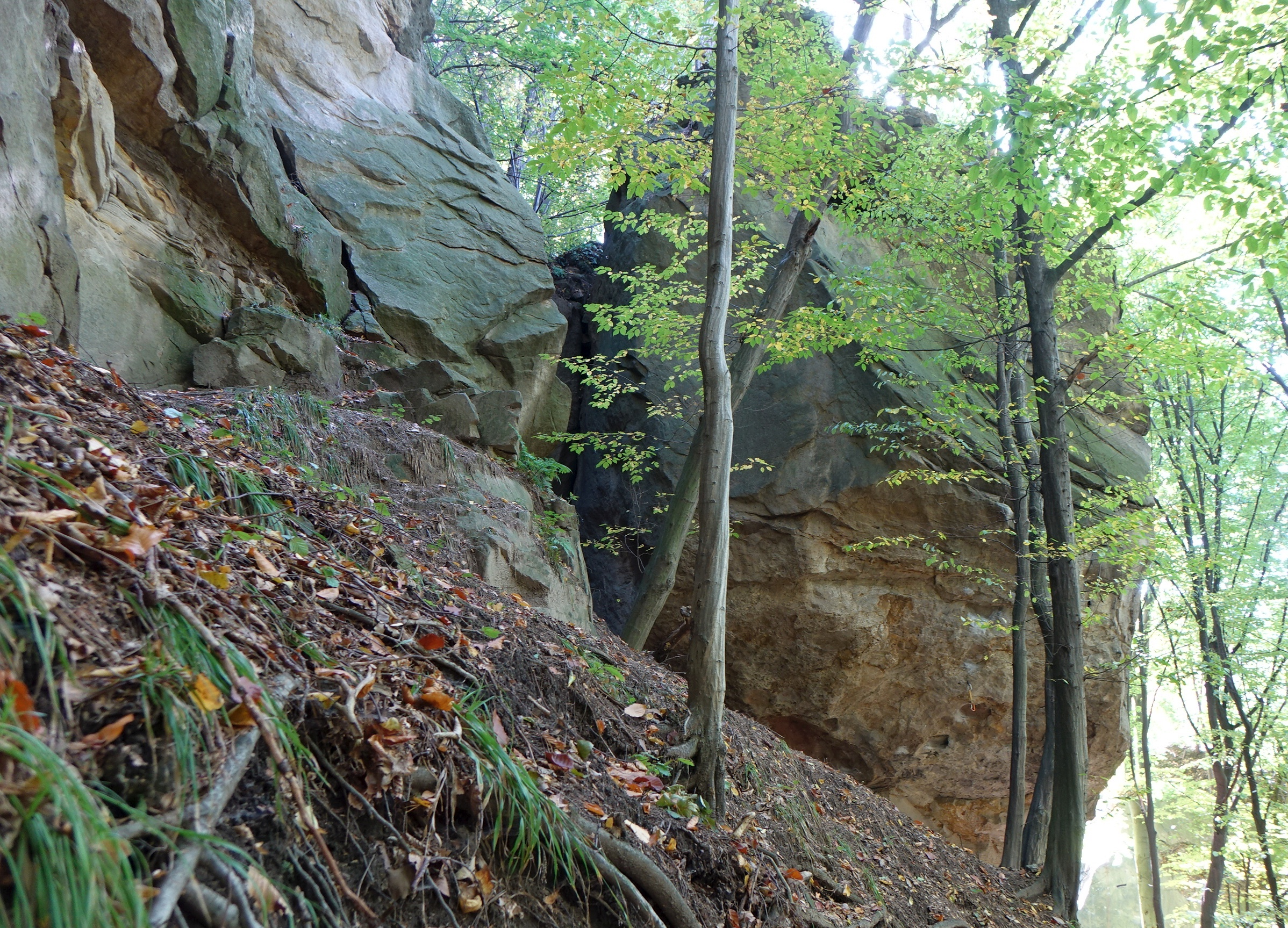
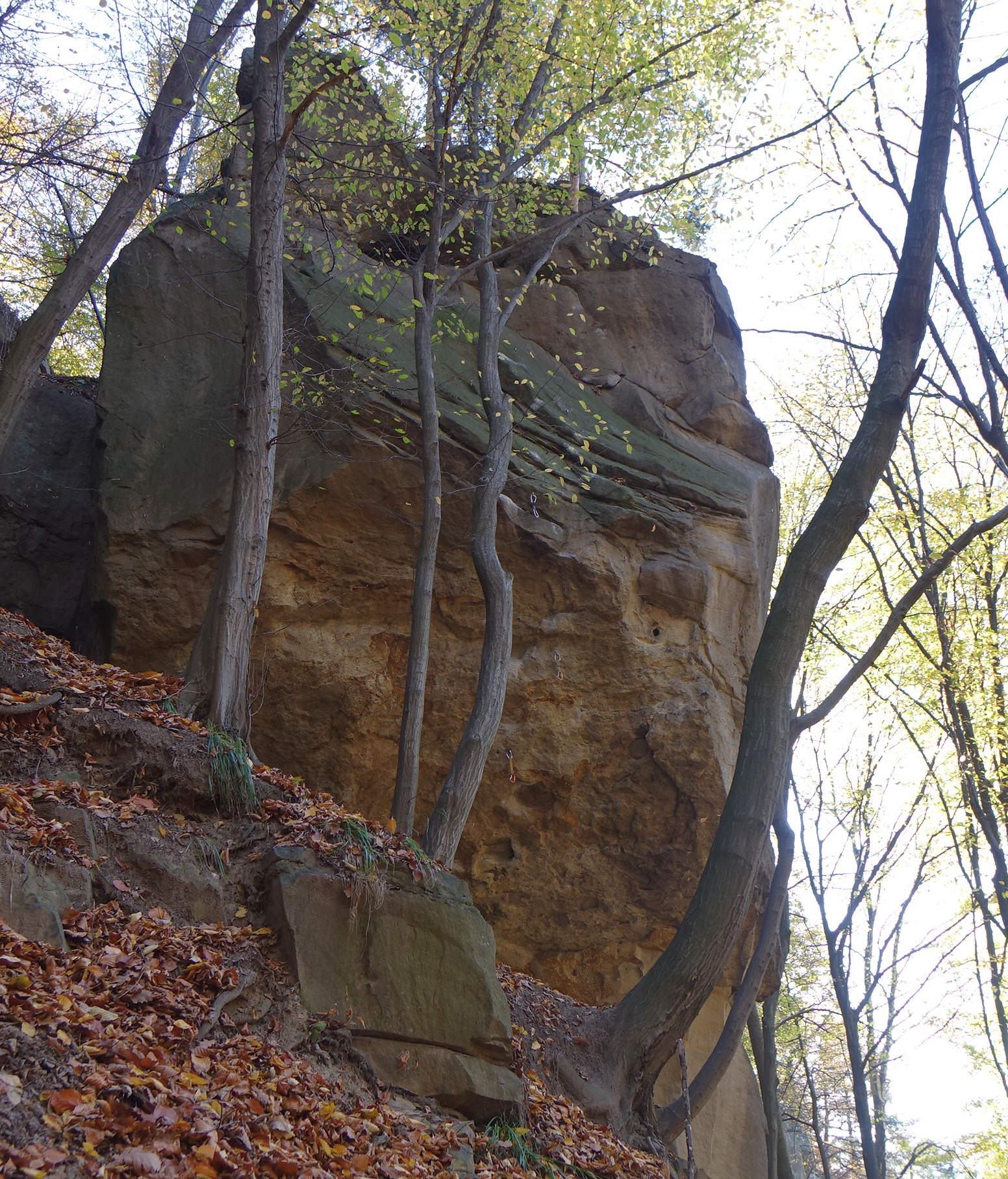
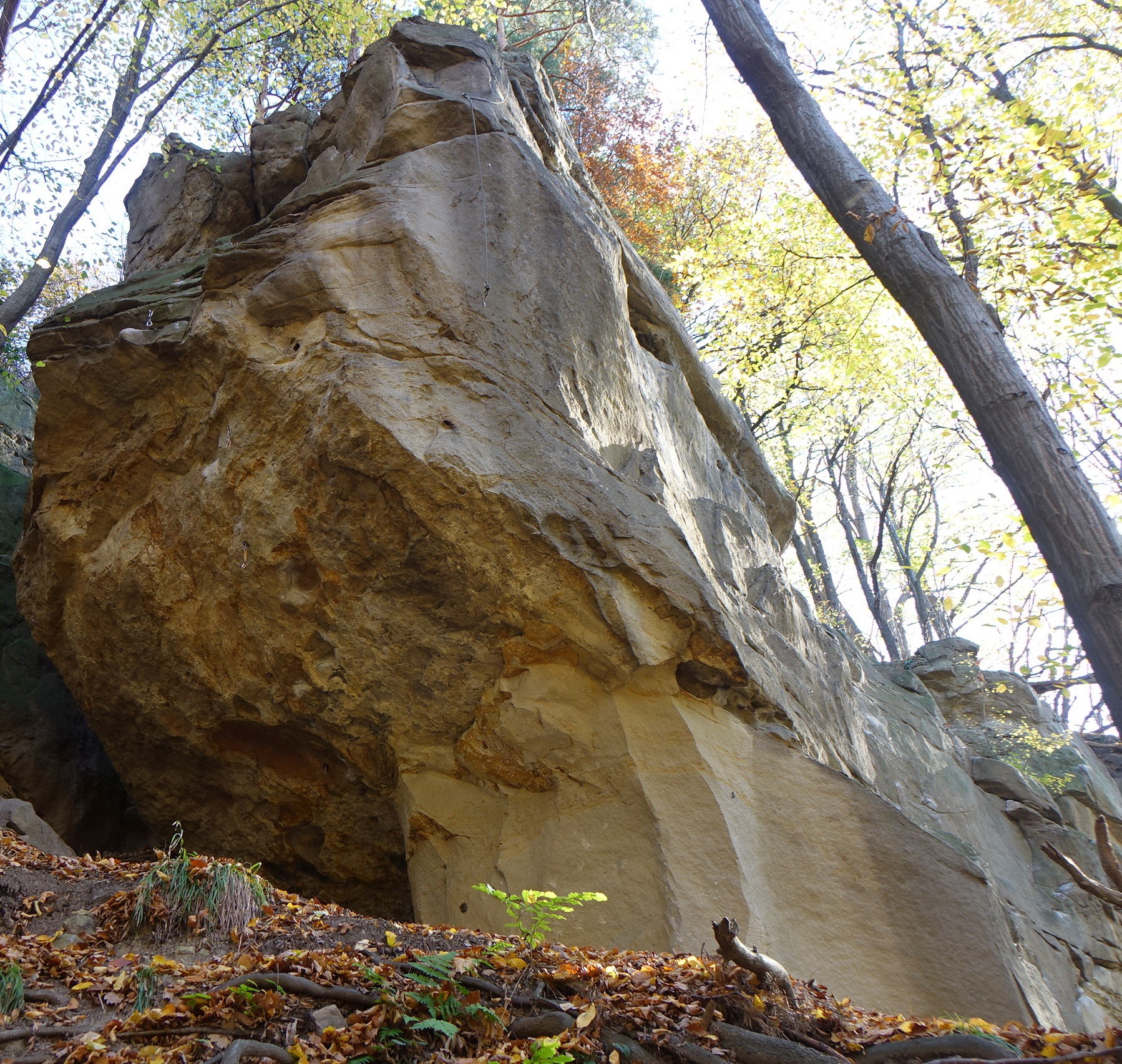
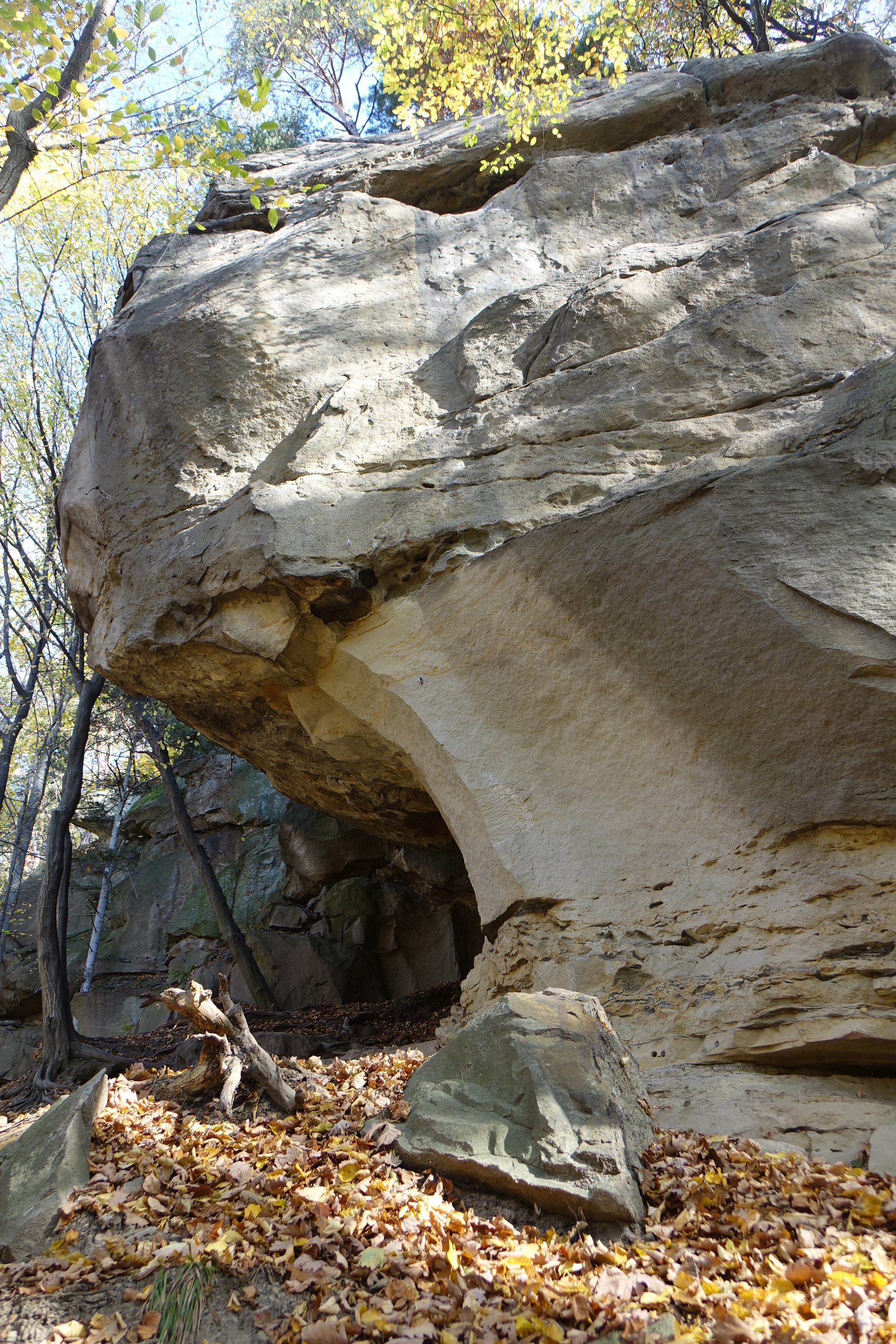

2. Dziecięce zacięcie; IV, w
3. Żółta ścianka; V+, w
4. Winkiel; V, w
5. Negatyw; VI+, w
6. Komin prezesa; IV, w
7. Komin prawą ścianką; V, w
8. Królowa nocy; VI.4, 4r
9. Projekt; 6r
10. Kwestia wiary; VI.5+, 7r + st
11. Kwestia krakowska; VI.5, 7r + st
12. Projekt; 3r + st[1].